# خورخه پاچکو آرکو
خورخه پاچکو آرکو (اسپانیایی: Jorge Pacheco Areco‎؛ زادهٔ ۹ آوریل ۱۹۲۰ – درگذشتهٔ ۲۹ ژوئیهٔ ۱۹۹۸) یک سیاستمدار اهل اروگوئه بود.
وی از دسامبر ۱۹۶۷ تا مارس ۱۹۷۲ رئیس جمهور اروگوئه بود.